# Hydrophorus algens
Hydrophorus algens är en tvåvingeart som beskrevs av Wheeler 1899. Hydrophorus algens ingår i släktet Hydrophorus och familjen styltflugor. Inga underarter finns listade i Catalogue of Life.